# Heksenprocessen in Delft
Het is onbekend of voor 1536 heksenprocessen hebben plaatsgevonden in Delft. Op 3 mei van dat jaar ging namelijk het hele gemeentearchief verloren ten gevolge van de stadsbrand van Delft. Daarna hebben vier heksenprocessen plaatsgevonden in Delft.
In 1565 werden  Machtelt Goossensdr (weduwe van Arent Jansz Verbel) en Trijntge (Trijn) Cornelisdr (ook bekend als Trijn Tgilip of Tgilpius, weduwe Jan Claesz Kock) beschuldigd van tovenarij. Beide vrouwen werden door marteling tot een bekentenis gedwongen. Zij werden ter door veroordeeld en gewurgd. Hun lichamen werden verband.
In 1585 werd de uit Delfshaven afkomstige Anna Claesdr (bijgenaamd Anna Vader Jacobs) ervan beschuldigd een pact met de duivel te hebben gesloten en enkele kinderen met een heksendrankje te hebben vergiftigd. Ook zij werd schuldig bevonden en op 6 juli 1585 ter dood gebracht.
Een laatste beschuldiging van hekserij in Delft vond plaats in 1638. Geertgen Cornelisdr, woonachtig aan de Buitenwatersloot, werd echter onschuldig verklaard, waarbij de schepenbank de klagers tot domme mensen bestempelde.
Op 3 juni 2023 werden ter nagedachtenis aan de Delftse slachtoffers van de heksenwaan bloemen gelegd op de Markt.